# K-19 (原子力潜水艦)
K-19（露：К-19 カー・ジヴャトナーツァチ）は、ソビエト連邦海軍658型潜水艦の１番艦。ソ連初の潜水艦発射弾道ミサイル搭載原子力潜水艦（戦略ミサイル原子力潜水艦）である。NATOコードネームはホテルI型。本艦は晩年期に改名されているが、便宜上K-19と表記する。
建造中に複数の死者を出したうえ、就役後に深刻な事故を多数引き起こしているいわくつきの潜水艦で、後述の原子力事故によって「ヒロシマ」という渾名が付けられた。

## 来歴

### 就役まで
K-19は1958年10月17日にセヴェロドヴィンスクのセヴマシュ造船所で建造が始まり、1959年4月8日に進水する。建造中、火災で2名の作業員が死亡したほか、貯水タンクに防水ゴムを貼っていた女性作業員6名がガス中毒で死亡。また、ミサイルの積載作業中に電気技師が発射筒カバーに接触し死亡したうえ、技術者が船室の間に転落して死亡している。1950年代後半、ソ連海軍は原子力潜水艦隊の整備を急いでいた。このため工期も短縮され、技術面の未熟さに起因するトラブルが絶えず、海軍士官たちはK-19が実任務に耐えられないのではと感じていた。
進水式は女性によって行われるのが普通だが、K-19に限っては男性のV・V・パノフ少佐が行った。当日、艦首にぶつけられたシャンパンの瓶は割れることなく跳ね返り、船体の上を転がっていった。このことは不吉な前兆として乗組員に受け取られた。
1960年1月、当直中の乗組員のミスにより原子炉制御棒が曲がってしまい、修理のために原子炉を分解する必要があった。 当直士官は解任され、パノフ少佐は降格となった。
1960年7月13日から17日まで海上公試を行ったのち、8月12日から11月8日まで再度試験を受け、17,347kmを航行したが、全速水中航行から浮上すると船体の防音ゴムタイルの大部分は剥がれてしまったという。また、最大深度300mまでの潜航試験中、原子炉区画で浸水が起こり、浮上したものの艦が左舷側に傾いたままになってしまう。これは建造中に作業員がガスケットの交換を怠ったことが原因だった。さらに、10月に給養員が木箱の破片を厨房の生ゴミ処理装置に投入して詰まらせたことによって一部区画で浸水が発生した。12月には循環ポンプの故障により冷却材漏れを起こし、セヴェロドヴィンスクから派遣された技術者が洋上で1週間かけて修理を行った。
これら多くの不運とトラブルを経験したのち、K-19は1961年4月30日に就役し、34歳のニコライ・V・ザテエフ大佐が初代艦長に就任した。

### 原子炉事故（1961年）
北極圏軍事演習に参加したのち、グリーンランド付近の北大西洋上を航行中のK-19は、アイスクリームと特別配給のワインでザテエフ艦長の誕生日を祝っていた。その4日後の1961年7月4日4時15分、K-19は原子炉一次冷却循環系のトラブルを起こし、冷却材漏れ事故を起こした。2時間後、浮上して通信を試みたが、幾つかの故障が重なって長波無線システムが使用不能になり、同艦は司令部の指示を仰ぐことはおろか救援の要請もできなかった。
漏出は一次冷却循環系内の圧力を調整するパイプで起こっていることが突き止められ、炉内圧力の低下により原子炉スクラム（緊急停止機能）を作動させ制御棒が挿入されたが、核分裂生成物の崩壊熱によって炉心温度は800℃まで上昇してしまう。ザテエフ艦長は原子炉の暴走が核爆発を引き起こすと誤解しており、この核爆発をソ連側の攻撃と認識したアメリカが核兵器による報復を行うと考えていた。
同日6時30分、ザテエフ艦長は冷却装置の修理のために艦内の排気弁を切断し、原子炉に冷却材を供給するパイプとして溶接するよう命じ、修理班が高線量の原子炉区画で長時間作業をすることになる。8時45分、結果として修理は成功し、冷却水システムは原子炉内の温度を下げることに成功した。しかし、戻ってきた修理要員たちの顔は恐ろしいほど紅潮して浮腫み、よろめきながら嘔吐を繰り返していた。
ザテエフ艦長は乗組員の反乱を警戒して、最も信頼できる部下に5丁の拳銃を配布し、それ以外の小火器は全て海中に投じるように命じた。なお、このときの副艦長は、1年後のキューバ危機のさなか、ソ連潜水艦B-59に同乗し、核ミサイルの引き金を引くかどうかの判断を迫られた3人の責任者のうち、唯一反対したヴァシーリイ・アルヒーポフである。また、ザテエフ艦長は乗組員一人あたり100mLほどの飲酒を許可している。艦長はアルコールが放射線障害に有効だと信じているようだった。
ザテエフ艦長は友軍潜水艦がアイスランド近海で活動していることを知っていたので、北東へ1週間かけてポリャールヌイの母港を目指すのではなく、南下して友軍との遭遇を試みるという賭けに出た。部下2名は北上しノルウェー領ヤンマイエン島付近で艦を放棄して脱出することを提案したが、艦長はこれを却下した。同日午後、K-19は低下した伝動装置の音をソ連海軍の613型潜水艦S-270によって捕捉されてランデブーが可能となり、重症の原子炉修理班をはじめとする乗組員が収容された。17時頃には応援の潜水艦S-159が、数時間後にはS-268も到着し、翌日未明には艦長ら残っていた乗組員が退避した。これら613型潜水艦に対してK-19はあまりに大きく（排水量比較で4倍弱）、曳航用のロープは切れてしまったが、後に到着したサルベージ船アルダンによってコラ湾の母港に曳航された。破損した動力装置を除去して交換するために、2年の月日を費やさねばならなかった。
事故の原因は、同艦の建造期間中の初期の段階においてなされた修理で、右舷の原子炉の主要冷却回路の中に溶接棒の破片が落ちたためであった。改修を受けたK-19は、新型弾道ミサイルR-21（4К55 / SS-N-5 SarkまたはSerb）の発射試験などを経て1964年に艦隊に戻ることになった。
| 氏名                     | 階級（役職）           | 死亡日        | 生存日数 |
| ------------------------ | ---------------------- | ------------- | -------- |
| ボリス・コルチロフ       | 中尉（原子炉技術士官） | 1961年7月10日 | 6日      |
| ユーリ・オルドチキン     | 一等兵曹               | 1961年7月10日 | 6日      |
| エフゲニー・カシェンコフ | 二等兵曹               | 1961年7月10日 | 6日      |
| ニコライ・サフキン       | 水兵                   | 1961年7月13日 | 9日      |
| ヴァレリー・ハリトノフ   | 水兵                   | 1961年7月15日 | 11日     |
| セミョーン・ペンコフ     | 水兵                   | 1961年7月18日 | 14日     |
| ユーリ・ポフスチェフ     | 少佐（機関長）         | 1961年7月22日 | 18日     |
| ボリス・リジコフ         | 上級兵曹               | 1961年7月25日 | 21日     |

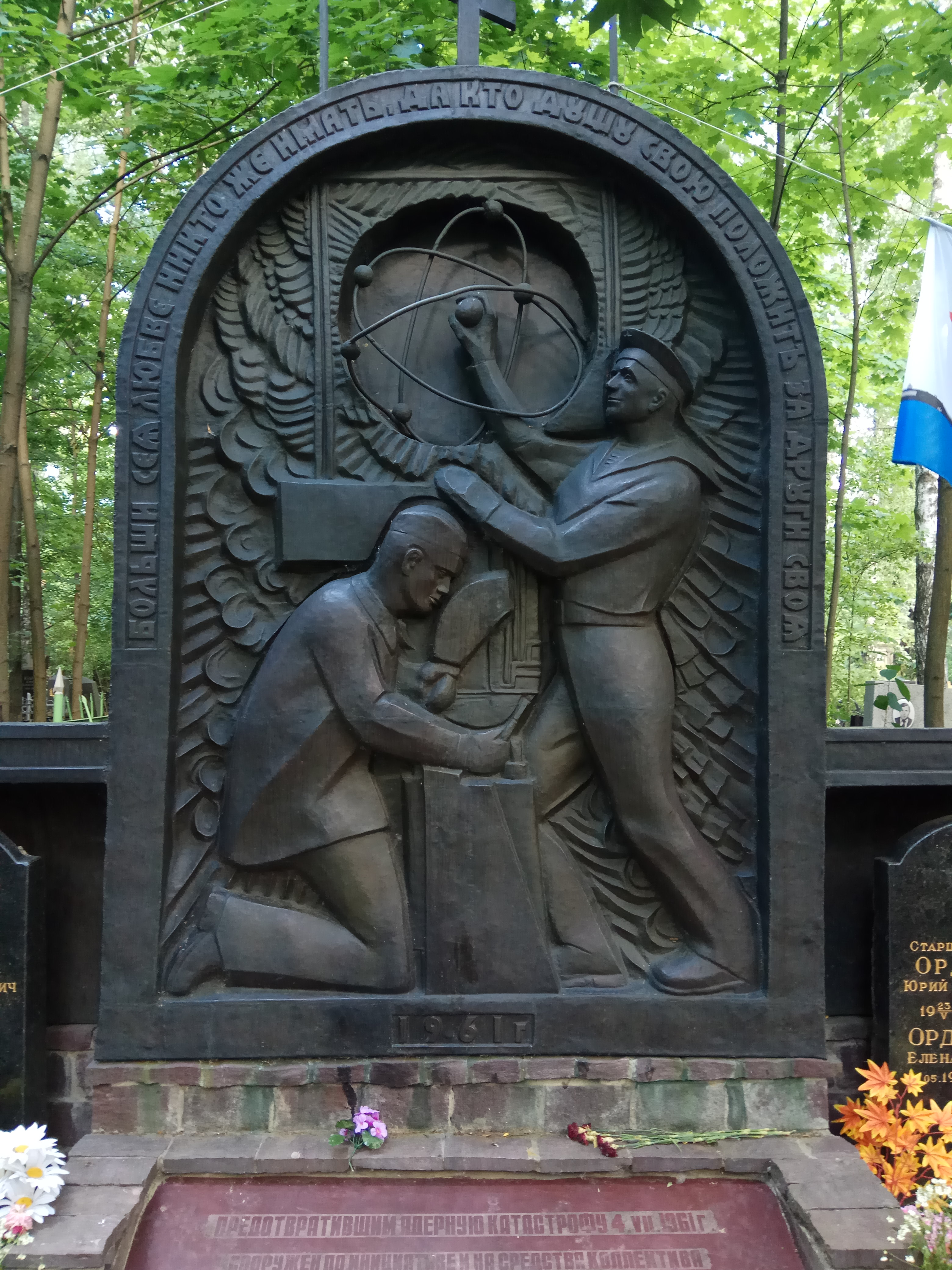
モスクワ・クズミンスコエ墓地の慰霊碑

乗組員は高線量の放射線被曝を受け、イワン・クラコフを除く原子炉修理班の上記8名は、ヒトの致死量の10倍以上にも達する線量（約45～60シーベルト）による急性放射線症候群で3週間以内に死亡した。1994年のロサンゼルス・タイムズによると、被曝者は仲間に殺してくれるよう懇願したという。
このほかにも14人の乗組員たちが2年以内に死亡し、生存した乗組員も放射線障害と診断された。しかし、これらの患者は秘密保持の観点から放射線障害ではなく「自律神経失調症」として扱われた。K-19がこの事故を起こしたことは長らく秘匿とされており、乗組員は口外しないことを誓約させられ、遺族にも、交代要員にも伏せられていた。この事故が一般に知られたのはソ連崩壊後である。

### 衝突事故（1969年）
K-19は1969年11月15日7時13分に、バレンツ海水深60メートル (200フィート) でアメリカのスレッシャー級原子力潜水艦ガトー (USS Gato, SSN-615) と衝突事故を起こしている。同艦は非常バラスト・タンクのブローによって浮上することが出来た。衝撃によってバウ・ソナーシステムを完全に破壊され、前方の魚雷発射管のカバーが押し潰された。そして修理を受けて艦隊に引き返した。

### 火災事故（1972年）
1972年2月24日、カナダのニューファンドランド島から1300km(800マイル) 、深度120m (380フィート) の海域で任務に当たっていた同艦の機関室から出火し、当時当直にあたっていた28人の乗員が死亡するという事故が発生した。油圧オイルが高温フィルターに漏れ出したことが原因であった。火災発生後、同艦は直ちに浮上し、乗組員は付近の水上艦の救助を受けたが、出火地点より後部の魚雷室にいた12人は艦内に取り残されてしまった。乗組員の撤収後も水上艦による曳航は強風に阻まれ遅延した上に、機関室の状況が悪く救助隊は後部魚雷室には達することが出来なかった。強風がおさまった後に同艦は曳航され、4月4日にセヴェロモルスクに帰港したが、その間魚雷室の乗組員は水と食料を欠き、暖房も効いてない暗闇の中で24日間もの間生き延び救助された。
この一連の救助活動には、40日間以上が費やされ、30隻以上の艦船がその作業に関わった。なおこの事故は沈没を除いた原潜事故の中で世界で最も多くの犠牲者を出した事故でもある。当ページのK-19の写真は、そのときにアメリカ海軍第8哨戒飛行隊 のP-3A対潜哨戒機によって撮影されたものである。

### 退役
もともと実験艦としての要素が強かったK-19は、進水後20年を経た1979年7月26日に通信特務潜水艦へ艦級変更され、艦名もKS-19 (КС-19) と改められた。1982年8月15日、漏電によって生じた火花が乗組員2名に燃え移り、うち1名が5日後に死亡した。1990年4月19日には予備役に編入され、BS-19（БС-19）と改められた。
1991年6月4日、K-19は再度原子炉にトラブルが発生した。艦に汚染や犠牲者は発生しなかったが、この事故はソ連政府がSTART IIによる同艦の退役を決定的なものとさせた。1994年にはポリャルヌイの海軍工廠に移され、2002年3月に、ムルマンスクのネルパ艦船工廠に曳航された。2003年10月に、廃艦が間近であることが当局によって発表されている。
2006年、かつてK-19に搭乗し現在は富豪となったウラジミール・ロマノフは本艦を買い上げ、モスクワに停泊させソ連時代の退役水兵のクラブや博物館にしようとしているが、何人かの現役・退役乗組員によって強烈に反対されている
。

## K-19を題材にした作品
- 『K-19』- 2002年公開のアメリカ映画。監督：キャスリン・ビグロー、出演：ハリソン・フォード、リーアム・ニーソンほか。本艦の1961年の事故を元にしているが、内容は脚色されており、多くの点で史実と異なることから、元乗組員たちの苦情によって脚本の一部が変更されている。また、映画の副題でもある「ウィドウ・メーカー」の渾名は架空のもので、1961年の原子炉事故までK-19に渾名はつけられていなかった。
- 『K-19: Doomsday Submarine』- 2002年制作のドキュメンタリー。
- 『Lost Subs - Disaster at Sea』- 2002年制作、クルスクやスレッシャーなど潜水艦事故のドキュメンタリー。